# Andebu
Andebu – norweskie miasto i gmina leżąca w regionie Vestfold.
Andebu jest 339. norweską gminą pod względem powierzchni.

## Demografia
Według danych z roku 2005 gminę zamieszkuje 5083 osób. Gęstość zaludnienia wynosi 27,35 os./km². Pod względem zaludnienia Andebu zajmuje 191. miejsce wśród norweskich gmin.
| ludność stan na 1 stycznia 2005 |         |           |       |
|                                 | kobiety | mężczyźni | razem |
| osób                            | 2568    | 2515      | 5083  |
| %                               | 50,52%  | 49,48%    | 100%  |

| wykształcenie stan na 1 października 2004 |            |         |        |          |
|                                           | podstawowe | średnie | wyższe | nieznane |
| osób                                      | 909        | 2358    | 516    | 142      |
| %                                         | 23,16%     | 60,08%  | 13,15% | 3,62%    |

## Edukacja
Według danych z 1 października 2004:
- liczba szkół podstawowych (norw. grunnskolar): 4
- liczba uczniów szkół podst.: 770

## Władze gminy
Według danych na rok 2011 administratorem gminy (norw. rådmann) jest Ole Sverre Lund, natomiast burmistrzem (norw. ordfører, d. borgermester) jest Hans Hilding Hønsvall.